# Ilbia mariana
Ilbia mariana is een slakkensoort uit de familie van de Ilbiidae. De wetenschappelijke naam van de soort is voor het eerst geldig gepubliceerd in 1990 door Hoff & Carlson.